# Énergie en Ouzbékistan
Le secteur de l'énergie en Ouzbékistan est caractérisé par une consommation par habitant faible : environ 1,18 tep par an et par habitant, inférieure de 36 % à la moyenne mondiale. Ses gisements de charbon, pétrole et gaz naturel couvrent les besoins du pays, mais les exportations sont modestes. La production d'uranium de l'Ouzbékistan se classait en 2017 au 7e rang mondial avec 4 % de la production mondiale.
La production d'électricité, qui couvre 15 % de la consommation finale d'énergie, repose surtout sur le gaz naturel (75 %) et l'hydroélectricité (20 %). Le gouvernement prévoit un développement important de l'énergie solaire et la construction d'une centrale nucléaire.

## Production d'énergie fossile

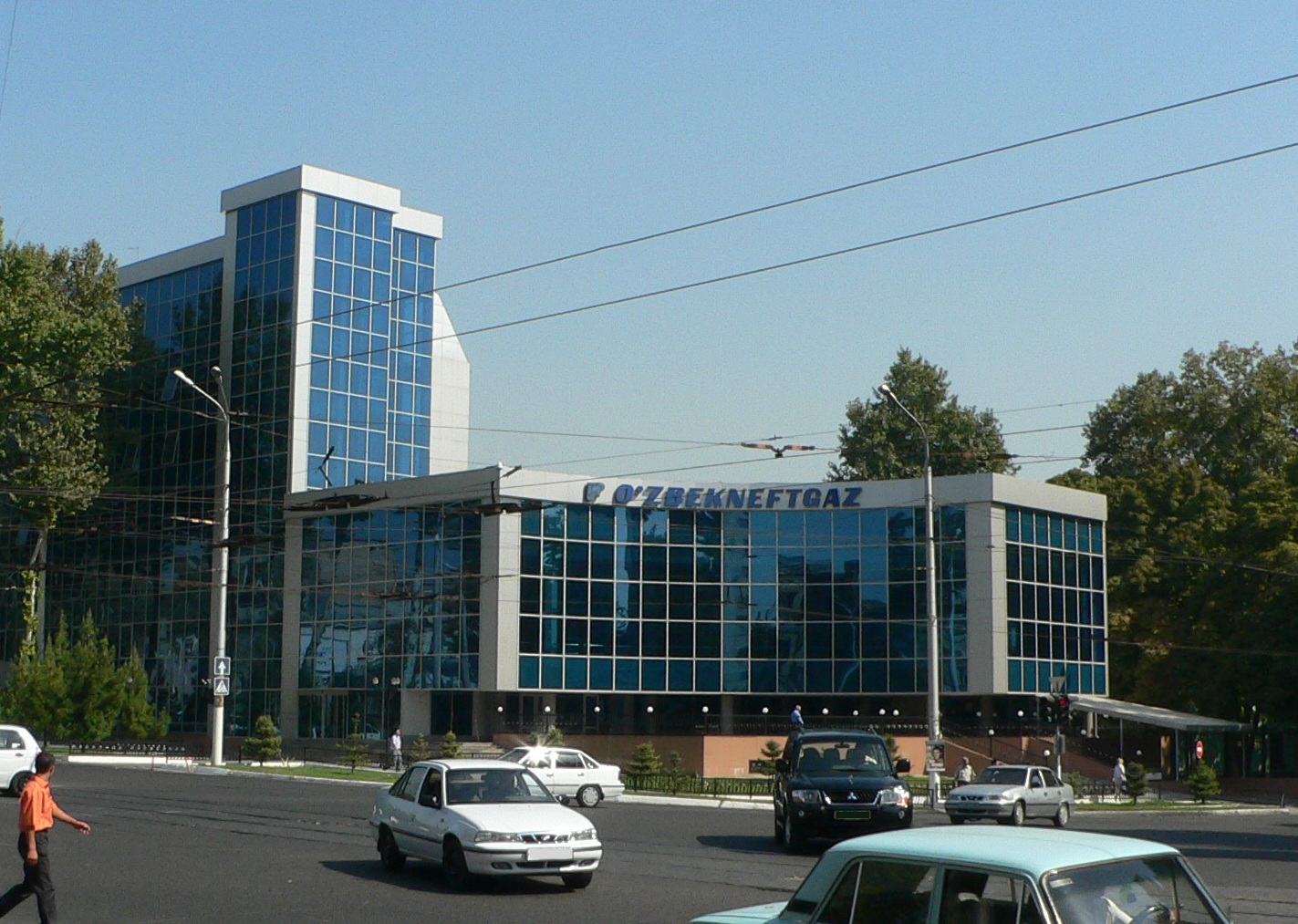
Siège d'Uzbekneftegaz à Tachkent.

Uzbekneftegaz est la compagnie pétrolière et gazière nationale.

### Pétrole
Les réserves prouvées de pétrole de l'Ouzbékistan sont estimées par BP à 0,1 milliard de tonnes fin 2018 (0,6 milliard de barils), soit 25 années de production au rythme de 2018. Ces réserves représentent seulement 0,03 % du total mondial.
En 2018, l'Ouzbékistan a produit 2,9 Mt (millions de tonnes) de pétrole, soit 64 kb/j (milliers de barils par jour), en hausse de 5 % en 2018 mais en recul de 37 % depuis 2008. Cette production représente seulement 0,1 % de la production mondiale.
Le pays a consommé 2,6 Mt (millions de tonnes) de pétrole en 2018, soit 52 kb/j (milliers de barils par jour), en recul de 4 % en 2018 et de 44 % depuis 2008. Cela représente 0,1 % de la consommation mondiale. L'Ouzbékistan consomme 81 % de sa production.

### Gaz naturel
Les réserves prouvées de gaz naturel de l'Ouzbékistan sont estimées par BP à 1 200 milliards de m3 fin 2018 (42,7 trillions US de pieds cubes), soit 21 années de production au rythme de 2018. Ces réserves représentent 0,6 % du total mondial.
En 2018, l'Ouzbékistan a produit 56,6 milliards de m3 de gaz naturel, soit 48,7 Mtep (millions de tonnes équivalent pétrole), en progression de 6,1 % en 2018 mais en recul de 7 % depuis 2008. Cela représente 1,5 % de la production mondiale.
Le pays a consommé 42,6 milliards de m3 de gaz naturel en 2018, soit 36,6 Mtep (millions de tonnes équivalent pétrole), en recul de 1,2 % en 2018 et de 3 % depuis 2008. Cette consommation représente 1,1 % de la consommation mondiale. Elle absorbe 75 % de la production du pays.
En 2018, les exportations de gaz naturel ouzbèkes par gazoduc ont atteint 14 Mds m3, soit 1,1 % des exportations mondiales. Ces exportations ont été destinées surtout à la Chine : 6,3 Mds m3, à la Russie : 5,3 Mds m3 et au Kazakhstan : 2,4 Mds m3.
Le gazoduc d'Asie centrale - Chine est utilisé pour exporter vers la Chine le gaz ouzbèke ainsi que celui du Turkménistan.

### Charbon
Les réserves prouvées récupérables de charbon de l'Ouzbékistan étaient estimées par BP à 1 375 millions de tonnes fin 2018, soit 125 ans de production au rythme de 2018. Ces réserves représentent 0,1 % du total mondial.
En 2018, la production de charbon de l'Ouzbékistan atteignait 3,0 Mtep, soit 0,1 % du total mondial ; elle a reculé de 11 % en 2018 mais a triplé depuis 2008. Le pays consomme la totalité de sa production de charbon.
La mine d'Angren est une mine à ciel ouvert de charbon située dans la province de Tachkent.

### Uranium
L'Ouzbékistan est au 10e rang mondial pour ses réserves d'uranium : 139 200 tonnes de réserves prouvées récupérables en 2017, soit 2 % des réserves mondiales, très loin derrière l'Australie (30 %) et le Kazakhstan (14 %).
Le Combinat minier et métallurgique de Navoï exploite ces gisements.
La production d'uranium de l'Ouzbékistan se classait en 2017 au 7e rang mondial avec 2 404 tonnes d'uranium, soit 4 % de la production mondiale, loin derrière le Kazakhstan (23 321 tonnes d'uranium métal) et le Canada (13 116 tonnes d'uranium métal).

## Secteur aval
En 2018, les raffineries de l'Ouzbékistan ont produit 70 kb/j (milliers de barils par jour) de produits pétroliers, en hausse de 19 % en 2018 mais en recul de 25 % depuis 2008. Cette production représente 0,1 % de la production mondiale.

## Consommation d'énergie primaire
La consommation d'énergie primaire par habitant était en 2016 de 1,18 tep/hab, inférieure de 36 % à la moyenne mondiale (1,85 tep/hab) ; la France était à 3,65 tep/hab, la Russie à 5,07 tep/hab, les États-Unis à 6,70 tep/hab.

## Secteur électrique
L'électricité représente 15,1 % de la consommation finale d'énergie du pays en 2016.
La consommation d'électricité du pays atteignait 1 628 kWh par habitant en 2016, inférieure de 48 % à la moyenne mondiale (3 110 kWh/hab) et de 87 % à celle des États-Unis (12 825 kWh/hab).

### Production d'électricité
| Source                                                  | 1990  | %      | 2000  | %      | 2010  | %      | 2015  | 2016  | % 2016 | var. 2016/1990 |
| Charbon                                                 | 4,16  | 7,4 %  | 1,91  | 4,1 %  | 2,11  | 4,1 %  | 2,34  | 2,38  | 4,1 %  | -43 %          |
| Pétrole                                                 | 2,49  | 4,4 %  | 4,71  | 10,1 % | 0,75  | 1,5 %  | 0,15  | 0,36  | 0,6 %  | -85 %          |
| Gaz naturel                                             | 43,03 | 76,4 % | 34,36 | 73,3 % | 37,99 | 73,5 % | 42,96 | 43,74 | 75,0 % | +1,7 %         |
| Total fossiles                                          | 49,68 | 88,2 % | 40,98 | 87,5 % | 40,85 | 79,0 % | 45,45 | 46,49 | 79,7 % | -6,4 %         |
| Hydraulique                                             | 6,65  | 11,8 % | 5,88  | 12,5 % | 10,85 | 21,0 % | 11,83 | 11,83 | 20,3 % | +78 %          |
| Total                                                   | 56,32 | 100 %  | 46,86 | 100 %  | 51,70 | 100 %  | 57,28 | 58,32 | 100 %  | +3,5 %         |
| Source des données : Agence internationale de l'énergie |       |        |       |        |       |        |       |       |        |                |

#### Centrales thermiques

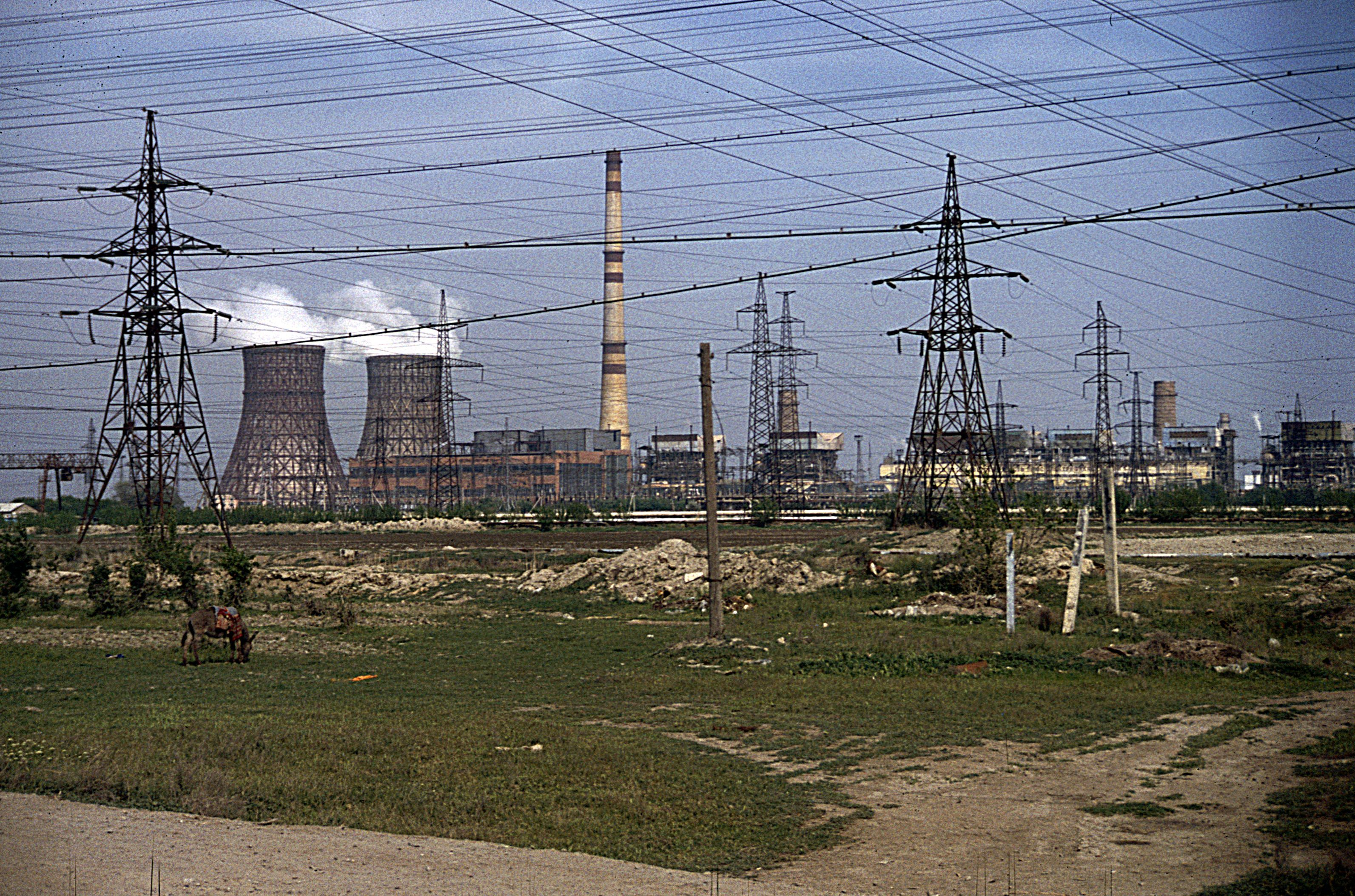
Centrale thermique de Navoï en 1992.

La centrale thermique de Syrdarya (3 000 MW), construite de 1972 à 1981, a le gaz naturel pour combustible.

#### Hydroélectricité

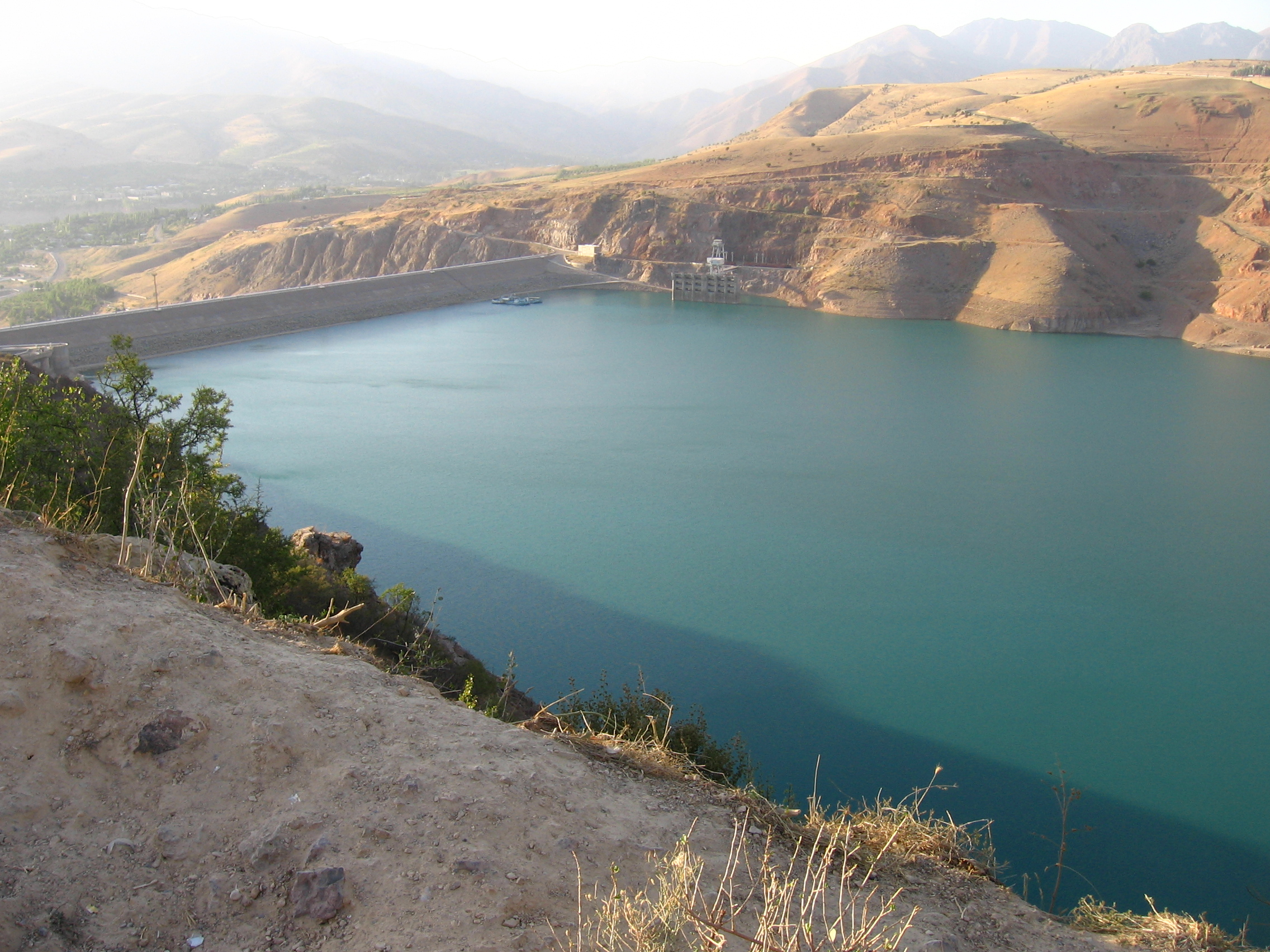
Barrage de Tcharvak (620 MW).

Les centrales hydroélectriques de l'Ouzbékistan atteignent fin 2018 une puissance installée de 1 731 MW et ont produit 10,5 TWh en 2018. UzbekHydroEnergo a des projets pour développer de nouvelles centrales et moderniser les centrales existantes, dont la plupart ont 30 à 80 ans.

#### Solaire photovoltaïque
Les capacités annuelles de l’énergie solaire en Ouzbékistan, avec plus de 320 jours d’ensoleillement par an, dépassent 51 milliards de tonnes d’équivalent pétrole (Mtep). Dès les années 1980, un centre de recherche expérimentale et de production, appelé « Physique du Soleil » a été construit non loin de Tachkent par l’Académie des sciences de la République d’Ouzbékistan, avec le four solaire de Parkent et une centrale solaire thermodynamique de 1 MW, permettant d’assurer la production de matériaux purs destiné à l’industrie spatiale, de faire de la recherche et des essais thermiques. Début avril 2017, l’Ouzbékistan a inauguré une centrale solaire de 1,2 MW, la plus grande de toute la Communauté des États indépendants (CEI) ; elle a été construite avec l’aide de la compagnie émiratie Enesol pour fournir de l’électricité au gisement gazier et aux infrastructures de la compagnie russe Lukoil, implantée dans le district de Kandym, dans la région de Boukhara. La construction d’une centrale photovoltaïque de 100 MW dans la région de Samarcande avait été actée en 2013 grâce à un crédit de la Banque asiatique de développement. Alors que cela devait être le projet phare de la réalisation de la stratégie gouvernementale en matière solaire, sa réalisation semble être toujours au point mort en 2018. Selon la « Stratégie de développement bas carbone de la République d’Ouzbékistan », les capacités des centrales solaires dans le pays devront atteindre 2 GW d’ici 2030, ce qui assurera la production de 5 TWh d’énergie électrique.

#### Projet de centrale nucléaire
Le ministre de l’énergie ouzbek Alicher Soultanov annonce en juillet 2019 que la future centrale nucléaire du pays sera construite près du lac Tuskan et sera dimensionnée pour accueillir 4 réacteurs. La première unité devrait sortir de terre en 2028, suivie par une seconde unité en 2030. La Russie et l’Ouzbékistan ont signé en 2018 un accord de partenariat dans le domaine du nucléaire civil et Rosatom a remporté le contrat contre les candidats américain, français et chinois. Les réacteurs de la future centrale seront des VVER-1200, réacteurs à eau pressurisée de troisième génération de 1 200 MW.

#### Réseaux électriques
L'interconnexion avec le Tadjikistan a été restaurée en 2018, et le projet d'interconnexion CASA 1000 prévoit d'interconnecter le Kirghizistan, le Tadjikistan, l'Afghanistan et le Pakistan.

## Émissions de gaz à effet de serre
Les émissions de CO2 liées à l'énergie en Ouzbékistan ont atteint 85,3 Mt en 2016, soit 2,68 tonnes de CO2 par habitant (moyenne mondiale : 4,35 t ; États-Unis : 14,95 t ; Russie : 9,97 t ; France : 4,38 t).